# 불량식품
불량식품(不良食品)은 위생 측면, 영양값, 기호, 포장 상태 등의 품질이 바람직한 기준에 미치지 못하거나 결함이 있는 식품이다. 의도적으로 만들어지면 부정식품이라 한다.

## 같이 보기
- 4대 사회악